# Лахтими, Монтассер
Монтассер Лахтими (араб. منتصر لحتمي‎; род. 1 апреля 2001, Сале) — марокканский футболист, полузащитник.

## Клубная карьера
Лахтими — воспитанник клуба ФЮС. 21 декабря 2019 года в матче против «Олимпик Сафи» он дебютировал чемпионате Марокко. 25 апреля 2021 года в поединке против «Рапиде Ойед Зем» Монтассер забил свой первый гол за ФЮС. Летом 2022 года Лахтими перешёл в турецкий «Трабзонспор», подписав контракт по схеме 3+1. Сумма трансфера составила 600 тыс. евро. 15 сентября в поединке Лиги Европы против сербской «Црвены звезды» Монтассер дебютировал за основной состав. 5 января 2023 года в матче против «Гиресунспора» он дебютировал в турецкой Суперлиге.

## Международная карьера
В 2021 году в составе молодёжной сборной Марокко Лахтими принял участие в молодёжном Кубке Африки в Мавритании. На турнире он сыграл в матчах против команд Ганы, Танзании и Туниса.